# Swietlana Zerling
Swietlana Zerling (ur. 4 listopada 1945 w Kitzbühel, Austria) – polska rzeźbiarka, ceramiczka.

## Życiorys
Studia na Wydziale Rzeźby w Państwowej Wyższej Szkole Sztuk Plastycznych w Gdańsku (obecna nazwa uczelni: Akademia Sztuk Pięknych w Gdańsku), w pracowni profesora Stanisława Horno-Popławskiego i Alfreda Wiśniewskiego; dyplom uzyskała w 1972 roku.

## Ważniejsze wystawy
wystawy, konkursy, realizacje wymienione w materiale źródłowym
- 1973 – „II Międzynarodowa Wystawa Ceramiki”, Gdańsk
- 1974 – „Panorama XXX-lecia PRL”, PKiN, Warszawa
- 1974 – „Ogólnopolska Wystawa Rzeźby XXX-lecia PRL, Sopot
- 1974 – „X Ogólnopolska Wystawa Młodego Malarstwa, Rzeźby i Grafiki, Sopot
- 1974 – „Wystawa Laureatów X Ogólnopolskiej Wystawy Młodego Malarstwa, Rzeźby i Grafiki, Sopot”, Warszawa (nagroda MKiS – roczne stypendium)
- 1975 – „ogólnopolska wystawa „Wizerunek Kobiety”, Sopot
- 1975 – „Twórczość Kobiet Plastyczek z Gdańska Okręgu ZPAP, Gdańsk
- 1975 – „Zwycięstwo nad Faszyzmem”, Warszawa
- 1975 – „Ceramiki dla Architektury’ Warszawa
- 1975 – „I Biennale Sztuki Gdańskiej, Sopot
- 1976 – „III Międzynarodowa Wystawa Ceramiki”, Sopot
- 1976 – „Rzeźba dla Miasta Sopot”, Sopot
- 1976 – „Ogólnopolska Wystawa Sztuki Młodych, Sopot
- 1976 – „Postawy Twórcze”, Warszawa
- 1976 – „Forum: Człowiek”, Kraków
- 1977 – „II Biennale Sztuki Gdańskiej, Sopot
- wystawy za granicą w Moskwie, Berlinie, Faenie i Kilonii

Udział w konkursach
- na pomnik Józefa Wybickiego, Gdańsk – III nagroda
- 1976 – „XXXIV Międzynarodowy Konkurs I Wystawa Ceramiki Współczesnej”, Faenza (Włochy)

Ważniejsze realizacje
- 1975/78 – kompozycje ścienne „Negatywy” i „Pójdę z tobą wszędzie” oraz pięć rzeźb z cyklu „Futerały” – wkomponowane w ciąg pieszy. Wymienione prace znajdują się na osiedlu mieszkaniowym Żabianka w Gdańsku[2].
- Prace artystki znajdują się w zbiorach Muzeum Narodowym w Gdańsku, Muzeum Narodowym w Warszawie, Galerii Sztuki Współczesnej w Sopocie.

## Galeria

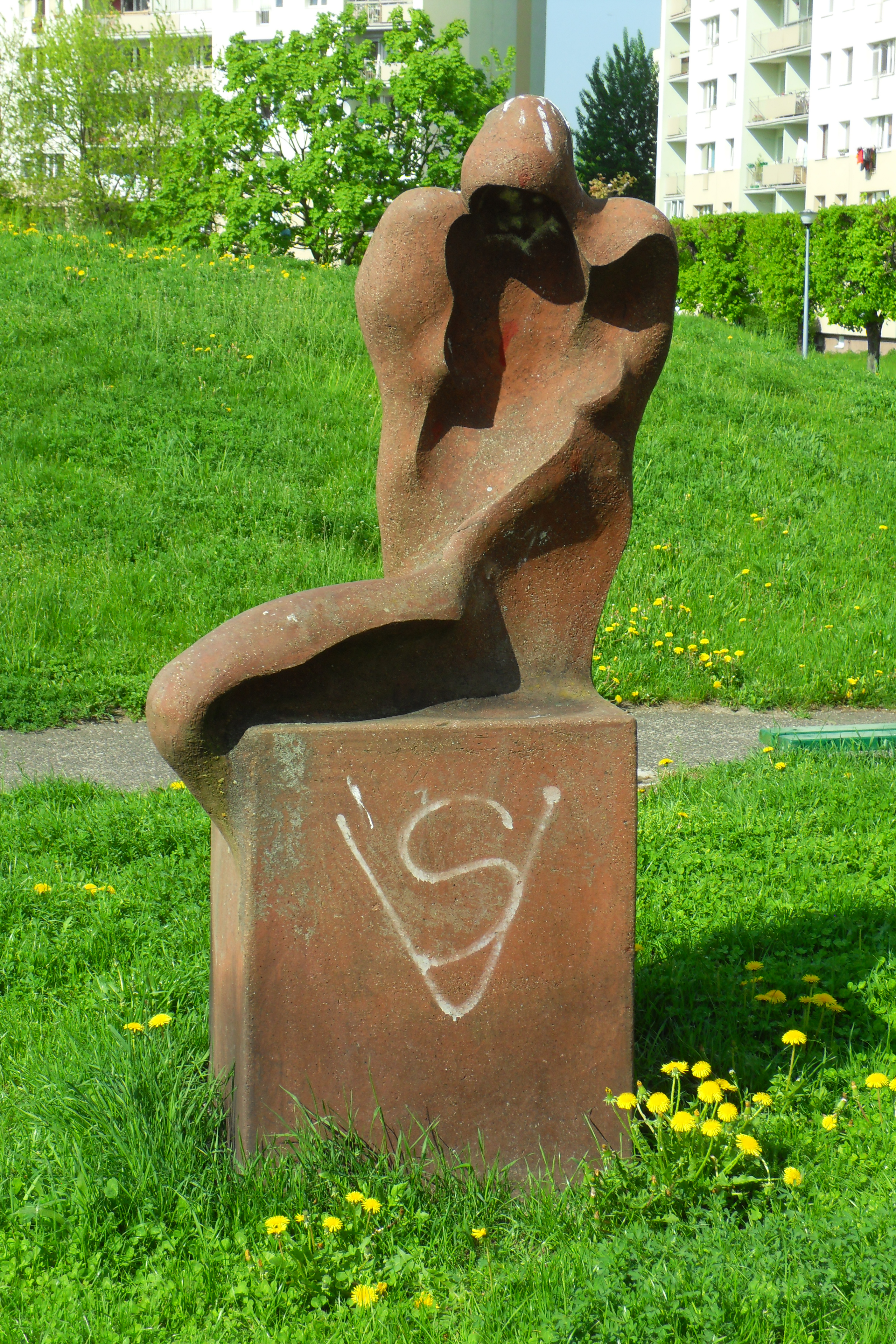
Jedna z ceramicznych rzeźb w gdańskiej Żabiance